# Kultura miezyńska
Kultura miezyńska – nazwa kultury miezyńskiej związana jest z eponimicznym stanowiskiem Miezyryczy koło Kaniowa. Zespół zjawisk kulturowych utożsamianych z kulturą miezyńską obejmował swym zasięgiem dorzecze środkowego Dniepru. Rozwój kultury miezyńskiej mieści się w przedziale między 17 a 14 tys. lat temu. 
Inwentarz kamienny reprezentowany jest przez narzędzia tj. rylce, drapacze oraz wiórki tylcowe. Inwentarz kościany reprezentowany jest przez ostrza oszczepów przekłuwacze, igły oraz  kliny i motyki, bransolety i diademy, paciorki, wisiorki. Na elementach inwentarzy kościanych po raz pierwszy w Europie poświadczone jest zastosowanie motywu meandra a także tzw. motywu drabinkowatego. Obiekty mieszkalne miały formę kolistych konstrukcji do których wznoszenia posługiwano się wyłącznie kośćmi mamutów. Fundament owych konstrukcji stanowił krąg utworzony z żuchw mamutów. Cała ta konstrukcja wzmocniona była czaszkami mamutów z ciosami które stanowiły szkielet konstrukcji. Założenie to pokryte było kośćmi długimi i łopatkami a także żebrami mamutów. Na zewnątrz jak i wewnątrz owych założeń mieszkalnych poświadczona jest obecność ognisk w których do palenia posługiwano się wyłącznie kośćmi mamutów. Dodatkowym źródłem światła w konstrukcjach mieszkalnych stanowiły lampki wykonywane z panewek kości biodrowych mamutów w których głównym „paliwem” był tłuszcz zwierzęcy. Na stanowisku Goncy położonego w okolicach Czarnihowa poświadczona jest obecność jam których przeznaczeniem było podgrzewanie wody bądź magazynowania pożywienia. Gospodarka kultury miezyńskiej opierała się głównie na polowaniach na mamuty, bizony, renifery, konie oraz lisy polarne oraz wilki. 